# Championnat de France masculin de water-polo 2019-2020
Navigation
Édition précédente Édition suivante

Le Championnat de France de water-polo Pro A 2019-2020 est une compétition organisée par la Fédération française de natation (121e édition du championnat de France de water-polo).
Dix équipes s'opposent en une série de dix-huit rencontres pour le compte de la phase régulière, les quatre premiers joueront les play offs en match aller retour.
À la mi-saison, les sept équipes les mieux classées se qualifient pour la Coupe de la Ligue. Le tenant du titre est Team Strasbourg.
Cette édition, d'abord suspendue le 13 mars, est finalement annulée, le 16 avril 2020 par la FFN, en raison de la pandémie de maladie à coronavirus. Par conséquent, le titre n'est pas attribué et il n'y a aucune relégation en division inférieure (Pro B 2020-2021).

## Équipes participantes
| Club                    | Classement final 2018-2019 | Entraîneurs             | Président             | Piscine                       | Taille bassin | Ville                | Capacité (spectateurs) |
| ----------------------- | -------------------------- | ----------------------- | --------------------- | ----------------------------- | ------------- | -------------------- | ---------------------- |
| Team Strasbourg         | 1                          | Igor Racunica           | Roland Schmitt        | Piscine de la Kibitzenau      | 50 m          | Strasbourg           |                        |
| Pays d'Aix Natation     | 3                          | Alexandre Donsimoni     | Jean-Luc Armingol     | Piscine Yves Blanc            | 50 m          | Aix en Provence      | 01200                  |
| C.N. Marseille          | 2                          | Marc Amardeilh          | Paul Leccia           | Bassin Pierre Garsau          | 50 m          | Marseille            | 1 200                  |
| O. Nice Natation        | 7                          | Samuel Nardon           | Jean Monnot           | Piscine Jean-Bouin            | 50 m          | Nice                 |                        |
| Montpellier WP.         | 4                          | Fabien Vasseur          | Christophe Spilliaert | Piscine olympique d'Antigone  | 50 m          | Montpellier          | 2 000                  |
| E.N. Lille Métropole    | 6                          | Jonathan Ghesquiere     | Serge Criquet         | Tourcoing les Bains           |               | Tourcoing            |                        |
| C.N. Noisy-le-Sec       | 5                          | Milo Zmukic             | Julie Eissen          | Stade nautique Maurice Thorez | 50 m          | Montreuil            | 1 000                  |
| F.N.C. Douai            | 8                          | Yann Clay               | Alain Canonne         | Piscine de l'Orient           |               | Tournai              |                        |
| Sète Natation E.D.D.    | 10                         | Olivier Chandieu[Qui ?] | Jacky Vayeur          | Piscine olympique d'Antigone  | 50 m          | Montpellier          | 2 000                  |
| Stade de Reims Natation | 9                          | Franck Missy            | -                     | Piscine olympique             | 50 m          | Châlons-en-Champagne | -                      |

## Saison régulière
Le classement est calculé avec le barème de points suivant :
- la victoire vaut trois points,
- le match nul vaut un point,
- la défaite vaut zéro point.

À la mi-saison, les sept équipes les mieux classées se qualifient pour la Coupe de la Ligue. Le club hôte de la compétition est qualifié automatiquement. Si le club hôte est classé dans les sept premiers à l'issue de la phase aller, le huitième sera également qualifié.
Au terme de la phase régulière, les équipes à égalité sont départagées d'après le score cumulé de leurs deux matches. Si nécessaire, les scores cumulés puis le nombre de buts inscrits face à chacune des autres équipes, selon leur classement, seront utilisés, voire une séance de tirs au but dans les cas ultimes
| Rang | Équipe                                 | Pts | J  | G  | N | P  | Bp  | Bc  | Diff |
| ---- | -------------------------------------- | --- | -- | -- | - | -- | --- | --- | ---- |
| 1    | Cercle des nageurs de MarseilleVC      | 36  | 13 | 12 | 0 | 1  | 174 | 99  | +75  |
| 2    | Pays d'Aix Natation                    | 34  | 14 | 11 | 1 | 2  | 189 | 115 | +74  |
| 3    | Enfants de Neptune de Tourcoing        | 27  | 13 | 9  | 0 | 4  | 175 | 153 | +22  |
| 4    | Cercle des nageurs noiséens            | 27  | 14 | 9  | 0 | 5  | 148 | 146 | +2   |
| 5    | Société de natation de Strasbourg      | 21  | 13 | 7  | 0 | 6  | 141 | 122 | +19  |
| 6    | Montpellier Water-Polo                 | 16  | 10 | 5  | 1 | 4  | 108 | 101 | +7   |
| 7    | Francs Nageurs Cheminots de Douai      | 12  | 14 | 4  | 0 | 10 | 129 | 166 | -37  |
| 8    | Olympic Nice Natation                  | 10  | 13 | 3  | 1 | 9  | 103 | 164 | -61  |
| 9    | Stade de Reims Natation                | 9   | 14 | 3  | 0 | 11 | 137 | 175 | -38  |
| 10   | Sète Natation Entente Dauphins-Dockers | 4   | 14 | 1  | 1 | 12 | 124 | 187 | -63  |

 : tenant du titre 2019 ; VC : Vice-champion 2019 ; CL : Vainqueur de la Coupe de la Ligue 2018 .
Légende
- Place de qualification pour les play-offs.

## Résultats
| Résultats (dom.\ext.)                                      | PAN   | FNCD  | ENT   | CNM   | MWP   | ONN   | CNN   | SNEDD | TS    | SRN   |
| Pays d'Aix Natation                                        | X-X   | 16-8  | 0-0   | 12-11 | 0-0   | 20-4  | 18-8  | 17-6  | 8-7   | 17-11 |
| Francs Nageurs Cheminots de Douai                          | 0-0   | X-X   | 12-14 | 0-0   | 9-12  | 12-11 | 10-12 | 10-8  | 0-0   | 8-5   |
| Enfants de Neptune de Tourcoing                            | 11-10 | 13-12 | X-X   | 0-0   | 0-0   | 16-7  | 12-13 | 21-13 | 12-10 | 19-16 |
| Cercle des nageurs de Marseille                            | 0-0   | 17-8  | 12-9  | X-X   | 0-0   | 18-4  | 0-0   | 16-6  | 12-9  | 12-4  |
| Montpellier Water-Polo                                     | 11-11 | 8-10  | 0-0   | 0-0   | X-X   | 0-0   | 0-0   | 14-7  | 0-0   | 16-12 |
| Olympic Nice Natation                                      | 5-11  | 12-10 | 11-10 | 5-9   | 0-0   | X-X   | 0-0   | 10-10 | 7-10  | 0-0   |
| Cercle des nageurs noiséens                                | 0-0   | 13-6  | 9-12  | 10-17 | 8-5   | 13-7  | X-X   | 6-5   | 10-14 | 12-7  |
| Sète Natation Entente Dauphins-Dockers                     | 7-16  | 0-0   | 16-12 | 7-15  | 13-14 | 0-0   | 11-13 | X-X   | 0-0   | 0-0   |
| Societe de natation de Strasbourg                          | 13-15 | 12-5  | 0-0   | 11-14 | 9-6   | 13-7  | 11-12 | 11-6  | X-X   | 0-0   |
| Stade de Reims Natation                                    | 7-15  | 13-9  | 12-14 | 0-0   | 7-11  | 0-0   | 11-9  | 12-9  | 8-11  | X-X   |
| - Victoire à domicile - Match nul - Victoire à l'extérieur |       |       |       |       |       |       |       |       |       |       |

## Leader journée par journée
Mise à jour=11 octobre 2019

## Évolution du classement
| Journées →                             | 1  | 2  | 3  | 4  | 5   | 6  | 7  | 8  | 9 | 10 | 11 | 12 | 13 | 14 | 15 | 16 | 17 | 18 | En tête | Play-offs |
| -------------------------------------- | -- | -- | -- | -- | --- | -- | -- | -- | - | -- | -- | -- | -- | -- | -- | -- | -- | -- | ------- | --------- |
| Pays d'Aix Natation                    | 2  | 1  | 2  | 1  | 1   | 1  | 1  | 2  | 2 |    |    |    |    |    |    |    |    |    |         |           |
| Francs Nageurs Cheminots de Douai      | 7  | 8  | 9  | 9  | 9   | 9  | 9  | 9  |   |    |    |    |    |    |    |    |    |    |         |           |
| Enfants de Neptune de Tourcoing        | 6  | 7  | 6  | 5  | 4   | 3  | 3  | 4  |   |    |    |    |    |    |    |    |    |    |         |           |
| Cercle des nageurs de Marseille        | 1  | 2  | 1  | 2  | 3 * | 2  | 2  | 1  | 1 |    |    |    |    |    |    |    |    |    |         |           |
| Montpellier Water-Polo                 | 4  | 4  | 3  | 3  | 5 * | 5  | 5  | 6  |   |    |    |    |    |    |    |    |    |    |         |           |
| Olympic Nice Natation                  | 8  | 6  | 8  | 7  | 8   | 6  | 8  | 7  |   |    |    |    |    |    |    |    |    |    |         |           |
| Cercle des nageurs noiséens            | 5  | 3  | 4  | 4  | 2   | 4  | 4  | 3  |   |    |    |    |    |    |    |    |    |    |         |           |
| Sète Natation Entente Dauphins-Dockers | 10 | 10 | 10 | 10 | 10  | 10 | 10 | 10 |   |    |    |    |    |    |    |    |    |    |         |           |
| Societe de natation de Strasbourg      | 3  | 5  | 5  | 6  | 6   | 7  | 6  | 5  |   |    |    |    |    |    |    |    |    |    |         |           |
| Stade de Reims Natation                | 9  | 9  | 7  | 8  | 7   | 8  | 7  | 8  |   |    |    |    |    |    |    |    |    |    |         |           |

- * : équipe qui n'a pas joué lors de cette journée ;

- : équipe ou adversaire jouant en Coupe d'Europe (Ligue des Champions ou LEN Euro Cup).

## Phase finale
La phase finale se déroule en match aller retour.
En demi-finales, le vainqueur de la phase régulière affronte le quatrième tandis que le deuxième affronte le troisième. Le match aller se joue chez l’équipe la moins bien classée lors de la saison régulière, le match retour chez l’équipe la mieux classée.
Finale et match pour la troisième place se déroulent de la même manière : l'équipe issue de la première demi-finale (le 1er ou le 4e de la saison régulière) reçoit pour le match aller et se déplace au retour.

### Demi finale
| Club | Club | Aller | Retour | Score |
| ---- | ---- | ----- | ------ | ----- |
|      |      | -     | -      | -     |
|      |      | -     | -      | -     |

### Match pour la troisième place
| Club | Club | Score |
| ---- | ---- | ----- |
|      |      | -     |
|      |      | -     |

### Finale
| Club | Club | Score |
| ---- | ---- | ----- |
|      |      | -     |
|      |      | -     |

## Classements des buteurs
Classement après 3 journées (en attente de la publication par la FFN des feuilles de match 4e journée)
|    | Buteur                 | Club                            | Buts |
| -- | ---------------------- | ------------------------------- | ---- |
| 1  | Antonio Petkovic       | C.N. Noisy-le-Sec               | 28   |
| 2  | Miroslav Randic        | Enfants de Neptune de Tourcoing | 28   |
| 3  | Albert Espanol         | Pays d'Aix Natation             | 23   |
| 4  | Nicolas Missy          | Stade de Reims Natation         | 23   |
| 5  | Kirill Rustamov        | Sète Natation E.D.D.            | 23   |
| 6  | Drazen Kujacic         | Enfants de Neptune de Tourcoing | 21   |
| 7  | Pavo Markovic          | Team Strasbourg                 | 20   |
| 8  | Kresimir Butic         | O. Nice Natation                | 19   |
| 9  | David Caumette         | O. Nice Natation                | 19   |
| 10 | Harmen Johannes Muller | F.N.C. Douai                    | 19   |